# Erich Katz
Erich Katz (geboren 31. Juli 1900 in Posen, Deutsches Reich; gestorben 30. Juli 1973 in Santa Barbara (Kalifornien)) war ein deutschamerikanischer Musikwissenschaftler, Komponist, Musikkritiker und Musiker.

## Leben
Katz war Sohn des jüdischen Uhrmachers Albert Katz und der Grete Katz (geb. Schmerl). Von 1907 bis 1918 besuchte er in Berlin-Charlottenburg die Kaiser-Friedrich-Schule sowie die Herderschule und legte 1918 das Notabitur ab. Danach studierte er am Stern’schen Konservatorium sowie an der Hochschule für Musik in Berlin, später in Freiburg im Breisgau, wo er seine Dissertation Die musikalischen Stilbegriffe des 17. Jahrhunderts 1926 vorlegte.
Katz heiratete 1926 die Pianistin Adelheid Soltau und war 1928 Mitbegründer der Freiburger Kurse für Musiktheorie. Bis 1933 war er auch als Musikkritiker der Freiburger Zeitung tätig. 1938 wurde Katz gefangen genommen und in das Konzentrationslager Dachau gebracht. Zu diesem Zeitpunkt entließen die Nationalsozialisten einige Gefangene unter der Maßgabe, Deutschland sofort zu verlassen, woraufhin Katz 1939 zusammen mit seiner Tochter Hanna nach England floh. Er wurde interniert und freigelassen, um an der nach Shropshire evakuierten Bunce Court School Musik zu unterrichten, was er bis 1943 tat.
1943 konnte Katz in die Vereinigten Staaten emigrieren, wo er Professor für Komposition am New York College of Music wurde und später Leiter des Fachbereiches.
Von 1959 bis zu seinem Tod lehrte er am Santa Barbara City College. Er war mit den Komponisten Carl Orff und Paul Hindemith befreundet, die seinen Kompositionsstil auch beeinflussten.
Katz wird als treibende Kraft der Alte-Musik-Bewegung in Amerika angesehen.
Sein Nachlass wird in der Erich-Katz-Sammlung am Flötenmusikzentrum der Regis University aufbewahrt.

## Publikationen
- Die musikalischen Stilbegriffe des 17. Jahrhunderts. Charlottenburg, 1926.
- In the Beginning. In: American Recorder, XIX/4, Februar 1979, S. 155–156.
- Recorder Folk Songs (Minus Flute). Traditions Alive, April 2011 (Audio-CD).